# Brian Pillman
Brian William Pillman (* 22. Mai 1962 in Cincinnati, Ohio; † 5. Oktober 1997 in Bloomington, Minnesota) war ein US-amerikanischer American-Football-Spieler und Wrestler.

## Football
Brian Pillman studierte an der Miami University, wo er für deren American-Football-Team „Miami Redskins“ als Linebacker spielte. 1984 gelang es ihm, als Free Agent zu den Cincinnati Bengals in die National Football League (NFL) zu wechseln, für die er zu sechs Ligaeinsätzen kam. Zur NFL-Saison 1985 wechselte er zu den Buffalo Bills, wurde aber im Trainingscamp nicht für den Kader zur Regular Season ausgewählt. 1986 wechselte Pillmann nach Kanada in die Canadian Football League (CFL) und spielte eine Saison bei den Calgary Stampeders, nach der er seine Karriere in dieser Sportart beendete. Während seiner Zeit als Footballspieler begann er, Steroide und Schmerzmittel als Dopingmittel zu missbrauchen.

## Wrestling

### Stampede Wrestling
Pillman blieb in Calgary und wandte sich dem Wrestling zu. Unter seinem bürgerlichen Namen begann er bei der Promotion Stampede Wrestling aufzutreten. Er bildete mit Bruce Hart, dem Sohn des Promotioneigentümers Stu Hart, ein Tag-Team namens „Bad Company“, welches zweimal den Tag-Team-Titel der Promotion hielt. Häufiger Bestandteil von Pillmans Auftritten bei Stampede Wrestling war, seine Freundin am Ring zu platzieren, um sie dann als Teil der Show vor Hänseleien böser Heel-Wrestler zu „schützen“ und sich so besser als Face zu verkaufen.

### World Championship Wrestling
1989 wechselte Pillman zur Promotion NWA World Championship Wrestling des Medien-Moguls Ted Turner, in der er aufgrund seiner Manöver von den Ringseilen den Beinamen „Flyin’ Brian“ „Flying“ erhielt. Mit seinem Ring-Partner Tom Zenk erhielt er einmal den Tag-Team-Titel der Promotion, die 1991 ihren Namen zu World Championship Wrestling änderte. Nach einer Verletzung Zenks und einer kurzen Zeit, in der er als „Yellow Dog“ antreten musste, da er ein „Loser-leaves-Promotion“-Match verloren hatte, fand Pillman 1992 mit „Stunning“ Steve Austin einen neuen Tag-Team-Partner; als „Hollywood Blondes“ griffen sie einen Namen auf, unter dem bereits zwei andere Tag-Teams erfolgreich gewesen waren. Obwohl sie offiziell Heels waren, spielten sie diese Rolle eher frech als böse, indem sie sich beispielsweise über das Alter von Gegnern wie Ric Flair und Arn Anderson lustig machten. Im März 1993 erhielten sie den WCW-Tag-Team-Titel.
Nach der Trennung der Hollywood Blondes, direkt nach dem Verlust der Titel, wurde Pillman nicht mehr in das Heel-Face-Schema gepresst und wurde zum sogenannten Tweener. Er hatte diverse Fehden und wurde einer der wichtigsten Wrestler der WCW. Beim Start der wöchentlichen Fernsehshow WCW Monday Nitro, mit der die WCW ab 1995 eine parallel ausgestrahlte Show des Konkurrenten World Wrestling Federation angriff und damit die „Monday Night Wars“ eröffnete, bestritt er gegen Jushin „Thunder“ Liger den Eröffnungskampf. Im selben Jahr trat er dem legendären Stable Four Horsemen bei.
Pillmans Gimmick wechselte allmählich zur Loose Cannon (dt.: „Lose Schnauze“); da er unter seinem realen Namen auftrat, war die Trennung zwischen gespieltem und ungespieltem Verhalten schwer zu erkennen. Er produzierte Shoots, die zumindest teilweise gespielte „worked shoots“ waren, deren bekanntester am 11. Februar 1996 während des Pay-Per-View-Events Superbrawl VI stattfand. Angesetzt war ein „Respect Match“, ein als Strap-Match durchgeführtes Aufgabe-Match, gegen Kevin Sullivan. Pillman verlor scheinbar absichtlich, indem er „I respect you, booker man“ rief und dabei Sullivans Funktion als Booker enthüllte.
Pillman wurde wenig später von der WCW entlassen.

### Extreme Championship Wrestling
Pillman erschien bereits sechs Tage nach seinem letzten Pay-per-View-Auftritt für die WCW in einer Sendung der Promotion Extreme Championship Wrestling. In einem Interviewsegment bezeichnete er den WCW-Chef Eric Bischoff unter anderem als ein „Stück Scheiße“ und drohte, in den Ring zu urinieren. Pillman erschien in mehreren ECW-Sendungen und hatte Wortwechsel mit dem Wrestler Shane Douglas, bestritt aber nie ein offizielles Match für die Promotion.
Am 15. April 1996 erlitt Pillman einen Autounfall, nachdem er am Steuer seines Fahrzeugs eingeschlafen und in einen LKW gefahren war. Er lag eine Woche im Koma. Zudem wurde sein Fußgelenk so zertrümmert, dass es versteift werden musste. Um die ständigen Schmerzen in seinem Fußgelenk zu unterdrücken, musste Pillman starke Schmerzmittel verwenden. Er wurde nun medikamentenabhängig. Sein Freund Chris Benoit sagte später in verschiedenen Interviews, dass sich Brian Pillman schließlich fast stündlich eine Pille einwarf und diese mit Alkohol herunterspülte.

### World Wrestling Federation
Am 10. Juni 1996 unterschrieb Pillman einen Vertrag mit der World Wrestling Federation, für die er aufgrund der Unfallfolgen zunächst nur als Kommentator erschien. Aufgrund des versteiften Fußgelenks war Pillman gezwungen, seinen Wrestlingstil umzustellen und statt Manövern von den Ringseilen nun mehr auf ringerische Techniken zu setzen. Den veränderten Stil erklärte man innerhalb einer Storyline mit einer Attacke seines früheren Tag-Team-Partners Steve Austin, bei der dieser das Fußgelenk Pillmans zwischen Sitz und Rückenlehne eines Klappstuhls zertrümmert habe. Pillman wurde in die Fehde der antiamerikanischen Hart Foundation gegen Austin eingebaut.

### Tod
Am Vorabend zum Pay-per-view In Your House – Badd Blood wurde Pillman tot in seinem Hotel gefunden. Die Todesursache war Herzversagen, die durch Schmerzmittelmissbrauch in Verbindung mit einer angeborenen Herzschwäche hervorgerufen wurde. Er hinterließ eine schwangere Ehefrau sowie drei eigene und zwei Stiefkinder.
Von 1997 bis 2001 fand in Ohio ihm zu Ehren jährlich die Brian Pillman Memorial Show statt, eine Wrestling-Veranstaltung, bei der sowohl Stars der WWE, als auch unabhängiger Wrestlingpromotionen zugunsten des Ausbildungsfonds von Pillmans Kindern auftraten. 2006 brachte die WWE eine DVD mit einer Biographie Pillmans und ausgewählten Matches seiner Karriere hervor. Die Promotion Stampede Wrestling, bei der er begann, führt ihn in ihrer Hall of Fame.

## Auszeichnungen

### Pro Wrestling Illustrated
Die Wrestlingzeitschrift Pro Wrestling Illustrated (PWI) führt ihn auf Platz 84 der 500 besten Wrestler und auf Nummer 50 der besten Tag Teams mit Steve Austin.

### Wrestling Observer Newsletter
- 1987: Rookie of the Year
- 1993: Tag Team of the Year (mit Steve Austin)
- 1994: Most Underrated Wrestler
- 1997: Feud of the Year (mit Bret Hart, Owen Hart, Jim Neidhart und Davey-Boy Smith vs. Steve Austin)